# Volání rodu
Volání rodu je dobrodružný historický román z roku 1934 českého spisovatele a archeologa Eduarda Štorcha. Jedná se o příběh z doby bronzové, jehož základ vychází z jednoho ze zákonů tehdejšího života: člověk, který je vyloučen z rodu nebo je jiným způsobem osamocen, sám v přírodě moc dlouho nepřežije.
Text je úzce spojen s českou pověstí O Čechovi.

## Obsah
Příběh začíná v táboře Čechova rodu. Do jednoho ze stanů jim stráže přinesly tři poutníky: ženu, chlapce a malého chlapečka. Stařešina Čech v nich pozná rodinu slévače Vlka; její členové nešli s rodem hledat nový domov, ale zůstali v Lužici.
Příběh se vrací do minulosti, kdy se Vlček, Luba a Špulíček, rodina zesnulého Vlka, rozhodnou před zimou odejít za zbytkem rodu k Veliké řece. Cesta v tehdejší kruté zimě byla svízelná; ke konci, když už i statečný Vlček skoro umírá, poutníky zachrání lidé z Čechova rodu.
Na jaře se Vlčkovi za jeho hrdinství dostane veliké pocty – zúčastní se cesty do bývalé vlasti, Lužice. Jdou tam kvůli tomu, aby zbylé druhy přivedli sem, do kraje hojnosti.

## Umístění příběhu
Děj příběhu se odehrává u dnešní hory Říp a na území dnešního Německa, nedaleko od českých hranic.

## Vydání
- Volání rodu – 1. vydání, Státní nakladatelství Praha, 1934, ilustrace Jan Konůpek
- Statečné mládí – obsahuje prózy Osada Havranů a Volání rodu; vydal Toužimský & Moravec, 1946, ilustrace Zdeněk Burian
- Volání rodu – Albatros, 1976, 1992, 2003, 2013, ilustrace Zdeněk Burian